# The Professional Patient
The Professional Patient è un cortometraggio muto del 1917 diretto e interpretato da Sidney Drew.

## Produzione
Il film fu prodotto dalla Vitagraph Company of America.

## Distribuzione
Distribuito dalla General Film Company, il film - un cortometraggio in una bobina - uscì nelle sale cinematografiche statunitensi il 19 gennaio 1917. Ne venne fatta una riedizione che fu distribuita sul mercato americano il 26 agosto 1918.